# Олешков
Оле́шков (укр. Олешків) — село в Заболотовской поселковой общине Коломыйского района Ивано-Франковской области Украины.
Население по переписи 2001 года составляло 596 человек. Занимает площадь 0,655 км². Почтовый индекс — 78342. Телефонный код — 03476.